# دانة آل سالم
دانة آل سالم (8 يوليو 1995 -)، ممثلة بحرينية.

## مسيرتها
بدأت مشوارها الفني عام 2005، وكانت بدايتها الحقيقة بدورها في مسلسل شوية أمل عام 2011 ، أشتهرت بتقديم أغلب أعمالها بالمسلسلات السعودية.

## أعمالها[3]
- منا وفينا.
- المجهولة.
- طريق المعلمات.
- الذاهبة.
- مستر كاش.
- أصعب قرار.
- العاصوف - جزئين.
- بنات الملاكمة.
- خيوط المعازيب

- للحياة ثمن.
- ليلى - الجزء الثالث.
- شوية أمل.
- حب ولكن.
- أهل الدار.
- عذراء.
- كف ودفوف
- فيلم حنين.

## وصلات خارجية
- دانة آل سالم على موقع قاعدة بيانات الأفلام العربية